# Sinnamary
Sinnamary è un comune francese situato nella Guyana francese.